# Know Your Enemy (Rage Against the Machine)
"Know Your Enemy" je pjesma sastava Rage Against the Machine s njihova debitantskog albuma. Pjesma, kao i mnoge s albuma, sadrži antiratne i antiautoritarne stihove.